# Caio Cornélio Cetego
Caio Cornélio Cetego (em latim: Gaius Cornelius Cethegus) foi um político da gente Cornélia da República Romana eleito cônsul em 197 a.C. com Quinto Minúcio Rufo.

## Primeiros anos
Em 200 a.C., foi o comandante do exército romano na Hispânia como procônsul, uma posição que alcançou antes de ser edil, função para a qual foi eleito in absentia em 199 a.C. e, ainda assim, organizou magníficos jogos.

## Consulado (197 a.C.)
Em 197 a.C., foi eleito cônsul com Quinto Minúcio Rufo e ambos receberam a Itália como província, coordenando suas ações estrategicamente. Minúcio atacou gauleses e lígures, avançou até Genua (moderna Gênova) e invadiu a Ligúria. Depois, cruzou os Apeninos e arrasou o território dos gauleses boios, cujo pedido de ajuda aos ínsubres não obteve resposta.
Cetego, enquanto isso, atacou os ínsubres e cenomanos, conseguindo uma vitória numa batalha campal que resultou na morte de 35 000 inimigos e na captura de de 5 200 prisioneiros.
Os relatos dos dois comandantes enviados a Roma foram comemorados com um decreto de um supplicatio ("ação de graças") de quatro dias e os dois se apresentaram no Templo de Belona para pedirem, juntos, um triunfo. Dois tribunos da plebe, porém, tentaram bloquear o pedido de Minúcio e, depois de dois dias de discussão, ele próprio desistiu do pedido. Cetego reapresentou seu pedido, que o Senado aprovou por unanimidade ("omnium consensu").

## Anos finais
Em 194 a.C. foi eleito censor com Sexto Élio Peto Cato e, no ano seguinte, ainda durante o seu lustrum, foi mediador, juntamente com Marco Minúcio Rufo e Cipião, o Africano, entre Massinissa, rei dos númidas, e os cartagineses.